# Marisol del Olmo
Marisol del Olmo (Cidade do México, 9 de maio de 1975) é uma atriz mexicana de telenovelas. É mais conhecida no Brasil por interpretar Gabriela Silva em A Dona e Erika Astorga em Amanhã é para Sempre.

## Biografia
Marisol teve sua estreia na televisão como atriz em 1996, na telenovela Sentimientos ajenos, que foi protagonizada pela apresentadora e atriz Yolanda Andrade. Posteriormente na produção seguinte, ela consegue um papel secundário na telenovela de grande sucesso de 1998 El privilegio de amar, onde compartilhou cenas com a atriz Adela Noriega, Helena Rojo, René Strickler entre outros atores.
Marisol reaparece na televisão no ano de 2000, com a personagem Mireya Rodriguez na telenovela La casa en la playa da produtora Beatriz Sheridan, e logo após volta a trabalhar com Carla Estrada na telenovela El Manantial interpretando a Mercedes.
No ano de 2002, ela teve uma participação especial, na 4ª temporadas da telenovela juvenil Clase 406 como Eugenia Moretti.
Ela muda de casa televisiva em 2003, e vai trabalhar na rede Telemundo indo morar em Miami, onde forma parte do elenco da telenovela Ladrón de corazones, quatro anos depois em 2007 regressa para Televisa com a telenovela Pasión que foi protagonizada por Fernando Colunga e Susana González.
O produtor Nicandro Díaz González, a convida para co-protagonizar em 2008 a telenovela Mañana es para siempre como Erika Astorga, onde durante avançado tempo da produção a atriz confirma sua gravidez, fato que não afetou as gravações e sua personagem na telenovela, nesta produção ela atuou com Rogelio Guerra, Lucero, Fernando Colunga, Silvia Navarro, entre outros grandes atores.
Em 2010 Marisol regressa as telenovelas atuando em Soy tu dueña, interpretando Gabriela,  mais uma produção de Nicandro Díaz González, onde atuou ao lado de Lucero, Fernando Colunga, Gabriela Spanic, David Zepeda, Silvia Pinal, Fabián Robles e Eduardo Capetillo.
Em 2015 interpretou sua primeira antagonista, na telenovela Amor de barrio. Em 2015 atua em duas produções: em El hotel de los secretos numa pequena participação estrelar e na série televisiva Perseguidos  como uma das protagonistas. Em 2017 integra o elenco estrelar da  Enamorándome de Ramón  onde contracena com Esmeralda Pimentel , José Ron , a primeira atriz Nuria Bage com quem já havia trabalhado em El privilegio de amar e entre outros.

## Telenovelas
| Ano     | Telenovela                   | Personagem                          |
| ------- | ---------------------------- | ----------------------------------- |
| 2024/25 | El ángel de Aurora           | Jezabel Campero Navarro             |
| 2023    | Perdona nuestros pecados     | Silvia Martínez de Montero          |
| 2022    | La madrastra                 | Lucrecia Lombardo Fuentes           |
| 2021    | Te acuerdas de mí            | Ivana Castillo de González          |
| 2019/20 | Médicos, línea de vida       | Constanza Madariaga de Castillo     |
| 2019    | Por amar sin ley             | Rocío Arreola de Olguín             |
| 2018    | La jefa del campeón          | Salomé Salas de Ávila               |
| 2017    | Papá a toda madre            | Yuriria Bullegoyri                  |
| 2017    | Enamorándome de Ramón        | Juana López Ortíz                   |
| 2016/17 | Perseguidos                  | María Guadalupe Luján Flores        |
| 2016    | El hotel de los secretos     | Emma de la Garza                    |
| 2015    | Amor de barrio               | Catalina Lopezreina vda. de Márquez |
| 2013/14 | De que te quiero, te quiero  | Irene Cáceres de Vargas             |
| 2012/13 | ¿Quién eres tú?              | Lucía Sabina de Benítez             |
| 2011/12 | Esperanza del corazón        | Lorenza Duprís Dávila de Cabral     |
| 2010    | Soy tu dueña                 | Gabriela Silva                      |
| 2008/09 | Mañana es para siempre       | Erika Astorga                       |
| 2007/08 | Pasión                       | Jimena Hernández                    |
| 2003    | Ladrón de corazones          | Marcela                             |
| 2002/03 | Clase 406                    | Eugenia Moreti                      |
| 2001/02 | El manantial                 | Mercedes                            |
| 2000    | La casa en la playa          | Mireya                              |
| 1998/99 | El privilegio de amar        | Antonia "Toña" Fonseca              |
| 1997    | Pueblo chico infierno grande | Leocadia                            |
| 1996    | Sentimientos ajenos          | Lupita                              |

## Séries
- La rosa de Guadalupe (2008).... Isabel / Lorna / Cecilia